# ロブ・ネルソン (司会者)
ロブ・ネルソン（Rob Nelson、1964年 - ）は、アメリカ合衆国のテレビ番組司会者、ラジオパーソナリティ、政治活動家。
ネルソンは、財政赤字の削減を求める1990年代前半の草の根民主主義運動であった「Lead or Leave」の創始者のひとりであった。ネルソンが、ジョナサン・カウワン (Jonathan Cowan) とともに率いたこの「ミニ運動」は、やがて目立った運動となり、いくつものメディアに取り上げられ、クリントン政権下だった当時物議を醸した。
その後、ネルソンは、テレビやラジオの番組ホストとして活動するようになった。ネルソンがホスト役を務めた番組は、FOXニュースの『Full Nelson』、『The Rob Nelson Show』、ABCの『The Scholar』など多数にのぼる。